# 小行星7902
小行星7902（英語：7902 Hanff）是一颗围绕太阳公转的小行星。1996年4月18日，艾瑞克·怀特·埃尔斯特在拉西拉天文台发现了此天体。
这颗小行星的绝对星等为300.78503等。